# Culla della civiltà

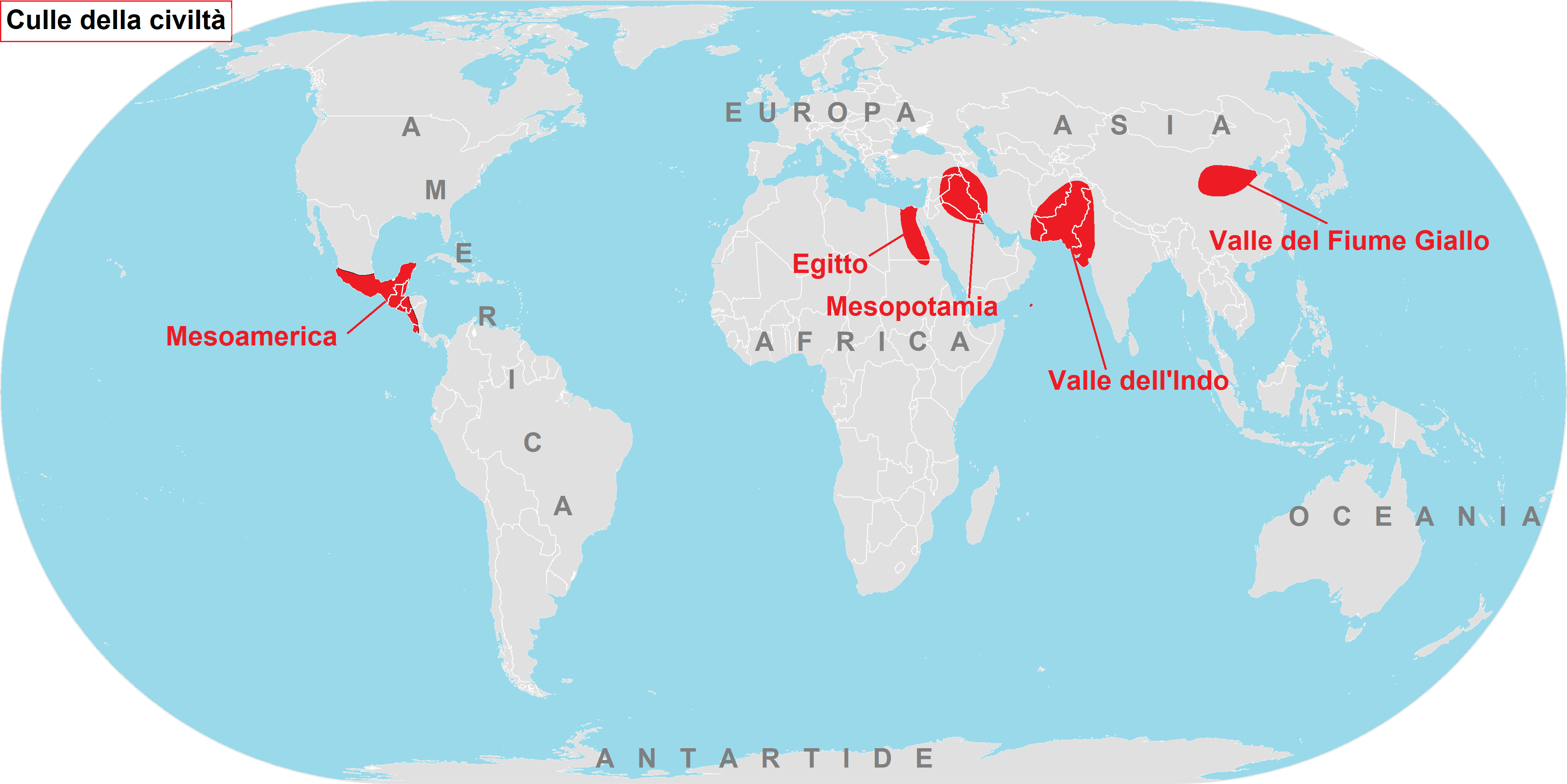
Le "culle della civiltà" universalmente riconociute

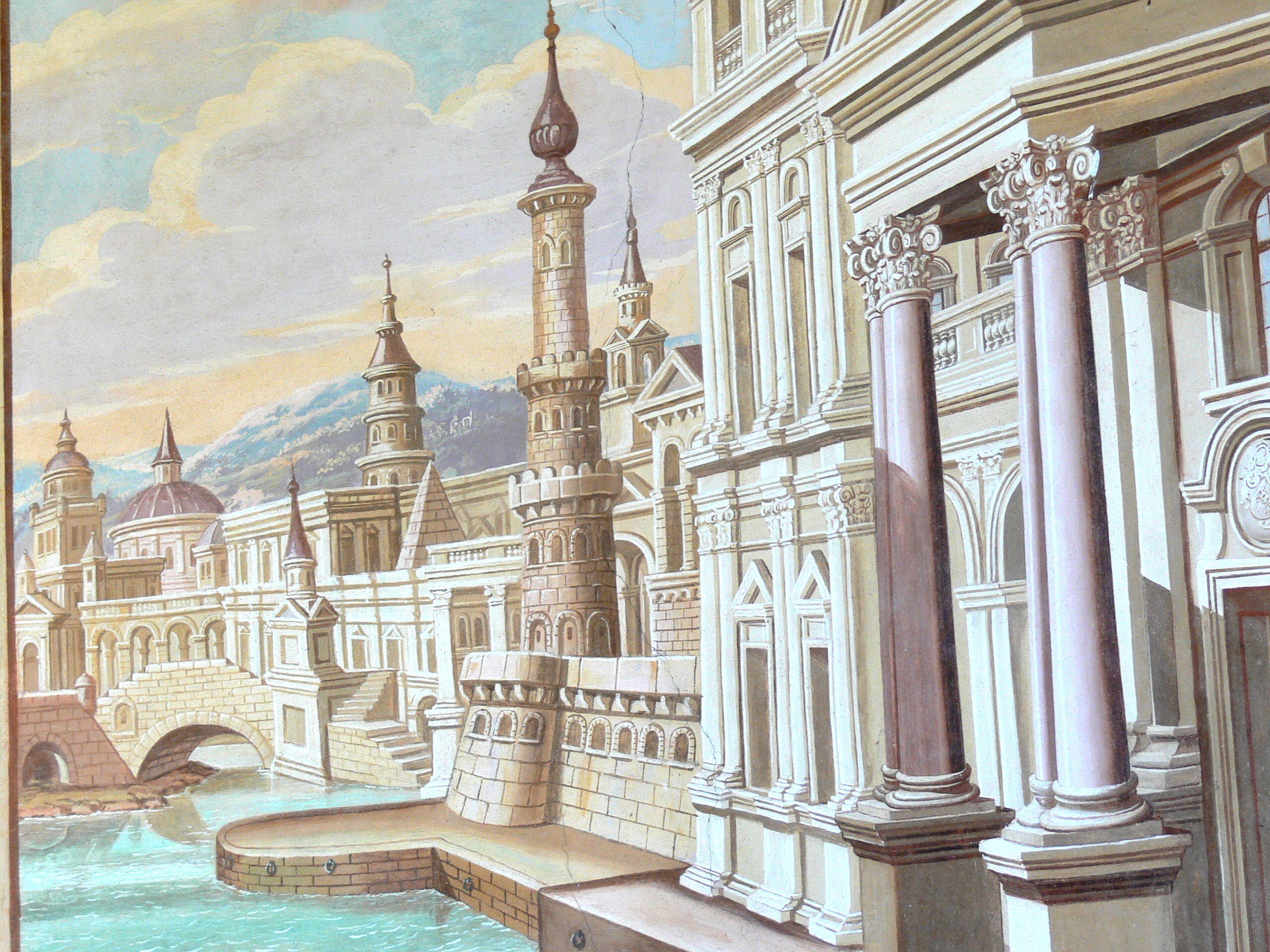
Un affresco dell'antica Alessandria come culla di civiltà.

Le culle della civiltà sono le prime aree del pianeta in cui ebbe fine la civiltà neolitica e in cui si verificò la rivoluzione urbana; il sorgere delle prime città fu presto accompagnato da fenomeni che modificarono fondamentalmente il modo di vivere: l'invenzione della scrittura, lo sviluppo di strutture sociali complesse, imperniate su un sistema a classi, la costituzione dei primi stati, lo sviluppo delle architetture monumentali e la nascita delle scienze esatte.
In queste aree emersero quindi nuove forme di civiltà chiaramente diverse da quella neolitica. Nei luoghi considerati "culle della civiltà" il sorgere di queste innovazioni avvenne in maniera indipendente rispetto ad altre regioni del mondo.
Sono abitualmente considerate "culle della civiltà" la Mesopotamia, l'Egitto, le valli del Fiume Indo e del Fiume Giallo, il Mesoamerica e, secondo alcuni autori, anche la zona centrale della Cordigliera delle Ande, non sempre inserita in questa lista a causa del mancato uso della scrittura, caratteristico invece delle altre cinque regioni.

## Una singola o molteplici culle?
La storiografia più tradizionale considerava "culla della civiltà" la sola Mezzaluna fertile, ossia l'area che va dalla Mesopotamia alla Palestina, in quanto si pensava che lo sviluppo della civiltà urbana e l'invenzione della scrittura avessero avuto origine da quest'area e solo dopo si diffusero in altre regioni del mondo.
Questo concetto di "singola culla della civiltà" è oggi criticato, dato che è ormai appurato che la civiltà urbana e la scrittura si svilupparono in maniera indipendente in diverse regioni e in vari continenti. In particolare, sono oggi chiamate "culle della civiltà" le seguenti regioni:
- la Mesopotamia;
- l'Egitto;
- la Valle dell'Indo;
- la valle del Fiume Giallo;
- il Mesoamerica.

La regione centrale delle Ande, pur essendo una delle prime aree in cui si svilupparono città, non sempre è inserita in questa lista, a causa del mancato uso della scrittura.
Mentre nelle regioni anzidette si verificò il passaggio alla civiltà urbana, in vastissime aree del globo continuavano la loro vita tradizionale comunità nomadi i cacciatori-raccoglitori, e dunque di tipo paleolitico, e gruppi umani caratterizzati da una civiltà agricola non urbana, ossia di tipo neolitico.
Le popolazioni nomadi, sedentarie ed urbane continuarono a interagire considerevolmente e non è sempre possibile effettuare una rigida divisione tra i differenti gruppi culturali.
Il filosofo Karl Jaspers individua tuttavia come «culla della civiltà» il periodo della storia umana da lui detto «assiale», in cui tali diverse civiltà, pur separate e in maniera autonoma l'una dall'altra, si svilupparono parallelamente ed elaborarono tematiche comuni.

### Tavola cronologica delle culle della civiltà urbana
Nella tavola cronologica seguente sono mostrati i vari periodi culturali delle culle della civiltà urbana, dalle prime manifestazioni alle civiltà che con esse ebbero continuità culturale.

## Civiltà
Il termine civiltà deriva dal latino civilĭtas,, collegato etimologicamente a civitas, ossia "città". L'etimologia del termine "civiltà" riporta dunque al modo di vivere delle comunità cittadine. Il termine ha esteso però il suo significato ed oggi comunemente indica la forma particolare con cui si manifesta la vita materiale, sociale e spirituale d'un popolo (eventualmente di più popoli uniti in stretta relazione) – sia in tutta la durata della sua esistenza sia in un particolare periodo della sua evoluzione storica – o anche la vita di un'età, di un'epoca.
Per definire una società come una "civiltà", differenziandola da una società primitiva, abitualmente si presuppone l'utilizzo di pratiche agricole e la costruzione di insediamenti urbani, come conseguenza della Rivoluzione neolitica. Questo postula che non esista una singola "culla", ma diversi sviluppi indipendenti della civiltà, che vide come primo esempio quello del Vicino Oriente, evoluzione ultima di una cultura di tipo neolitico. Esistono dispute su quanto si siano influenzate a vicenda le prime civiltà nella Mezzaluna Fertile e l'Estremo Oriente. Mentre le civiltà delle Ande e del Mesoamerica sono accettate come civiltà che sono emerse senza alcun contatto con quelle in Eurasia. Se si esige la scrittura come prerequisito per definire la civiltà, allora la prima "culla" è la civiltà sumerica (Gemdet Nasr) seguita dal periodo arcaico dell'Egitto (Prima Dinastia).
Secondo alcuni studi, si possono definire "culle della civiltà" anche l'Armenia, la Grecia e l'altopiano della Persia.

La "Mezzaluna Fertile" viene citata spesso da studiosi occidentali, mediorientali e orientali come la "culla della civiltà".

## Storia del concetto: "culla della civiltà"
Lo stesso concetto di 'culla della civiltà' è soggetto di molti dibattiti.
L'espressione "culla della civiltà" gioca un certo ruolo nel misticismo nazionale, ed è stata impiegata, ad esempio, nel nazionalismo Hindi (In Search of the Cradle of Civilization 1995), dal nazionalismo taiwanese (Taiwan — The Cradle of Civilization 2002), ma anche molto spesso nella pseudostoria esoterica come avviene ad esempio nel caso dell'Urantia, libro che reclama il titolo di "secondo Eden", oppure nella pseudoarcheologia che circonda la Britannia megalitica (Christopher Knight Civilization One 2004, Ancient Britain: The Cradle of Civilization 1921).

## L'affermarsi della sedentarietà
I primi segni di un processo di sedentarietà possono essere rintracciati nelle regioni attorno al Mar Mediterraneo già dal 12000 a.C., quando la cultura natufiana divenne sedentaria e cominciò ad evolvere verso una società agricola attorno al 10000 a.C.. L'importanza dell'acqua come mezzo per assicurarsi una fornitura abbondante e stabile di alimento, a causa delle condizioni favorevoli per la caccia, la pesca e la raccolta di risorse, includendo cereali, fornirono una economia ad ampio spettro iniziale, che avviò la creazione di villaggi permanenti.

### Antica India

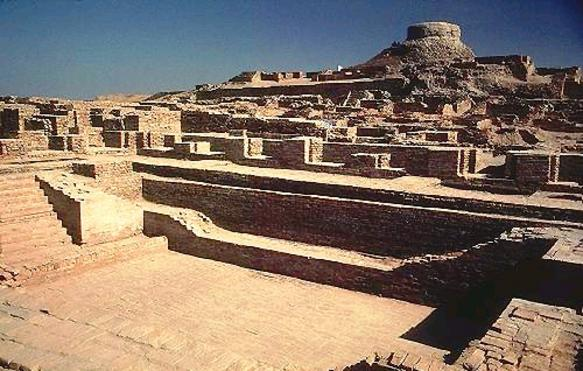
Mohenjo-daro

## Le Americhe
Nella storia delle Americhe, le civiltà vennero stabilite molto tempo dopo la comparsa di popolazioni umane nel continente. Alcune grandi civiltà di tipo centralizzato si svilupparono nell'Emisfero occidentale: Norte Chico, Chavin, Nazca, Moche, Huari, Chimu, Tiahuanaco, Aymara e Inca nelle Ande centrali (Peru e Bolivia); Muisca in Colombia; Olmechi, Toltechi, Mixtechi, Zapotechi, Aztechi e la civiltà Maya nell'America Centrale.

### Sud America

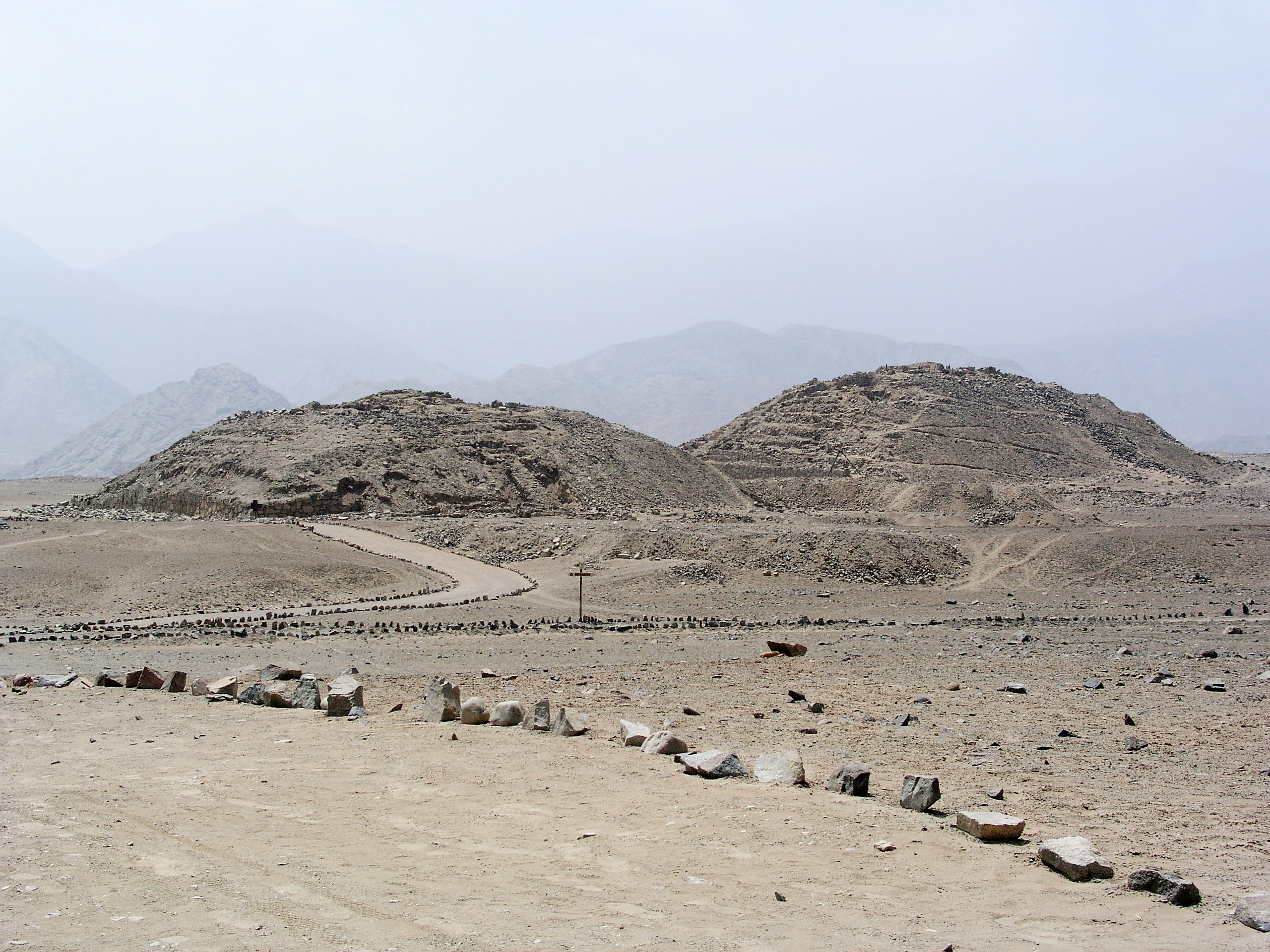
Caral del Chico Norte, la più antica civiltà nota nell'Emisfero occidentale.

La cultura più antica dell'America Meridionale, come anche dell'Emisfero occidentale nella sua interezza, era la cultura del Chico Norte che era formato da diversi insediamenti interconnessi nella costa del Perù, includendo i centri urbani di Aspero e Caral. La presenza di Quipu (un mezzo di registrazione utilizzato nelle Ande) nella località Caral indica la sua potenziale influenza sulle società andine posteriori, ed attesta anche l'antichità di questo unico mezzo di registrazione. Si pensa che le piramidi di pietra sui siti siano contemporanee alle piramidi di Giza. In modo inusuale tra le città delle Ande, nel Chico Norte non è stata trovata traccia di fortificazioni, oppure dell'esistenza di armi, attrezzature per la guerra, o danni da esse causate.